# Bandra
Ne doit pas être confondu avec Bandra Lamahalé.

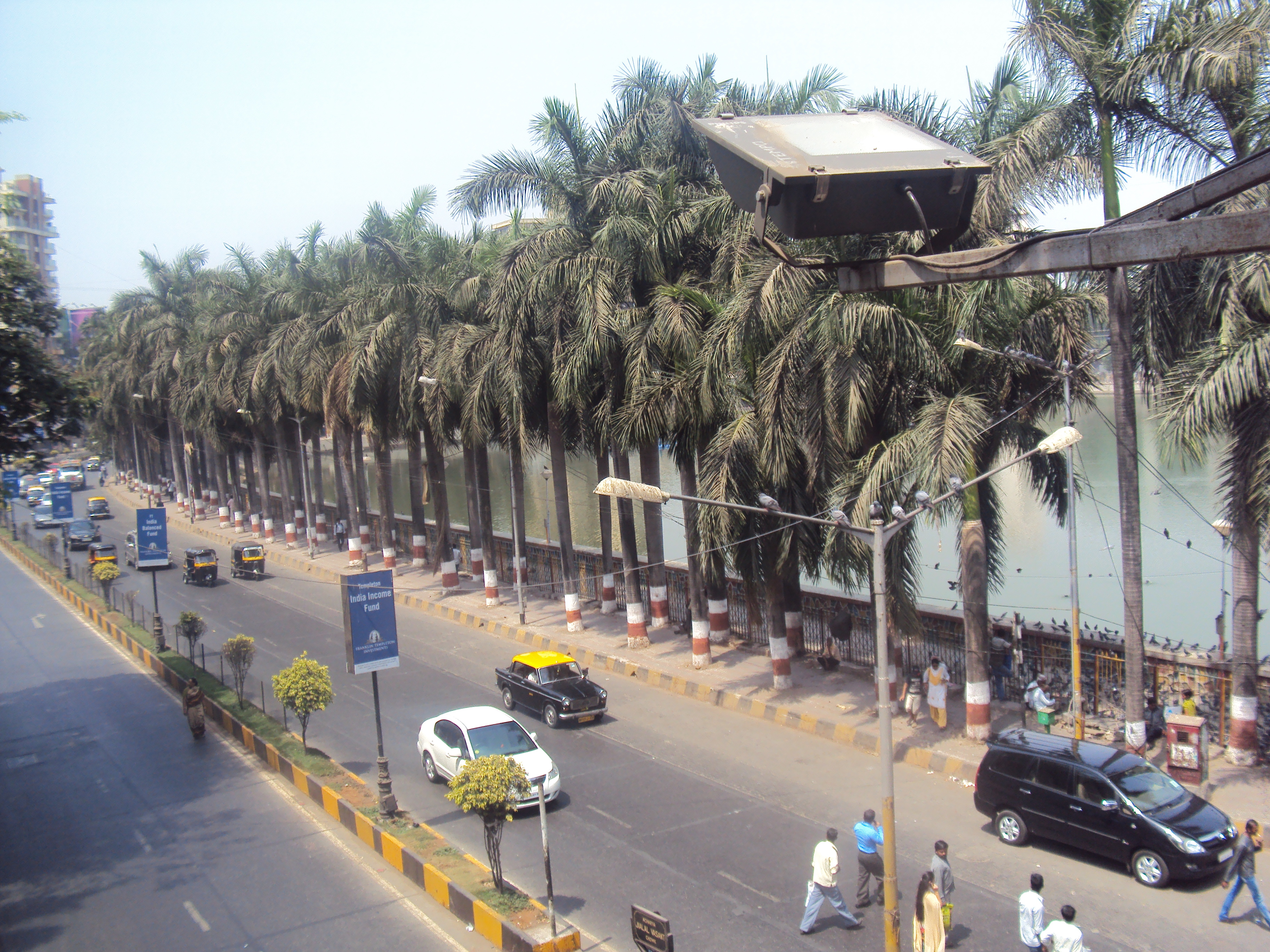
Bandra talao road.

Bandra est une municipalité située dans la banlieue ouest de Bombay (Mumbai), dans l'État de Maharashtra, en Inde.
Au recensement de 1991, la population de Bandra était de 322 728 habitants. Administrativement, Bandra fait partie du district de Mumbai-banlieue et en est le siège administratif. La population est majoritairement catholique.

## Lieux touristiques
- Street Art : St.art Mumbai et Bollywood Art Project majoritairement localisé entre vicinity of Chapel Road et Veronica Street.
- Basilique Notre-Dame-du-Mont, centre très fréquenté de pèlerinages chrétiens
- Jogger's Park
- Bandra Reclamation
- Castella de Aguada, datant du XVIIe siècle

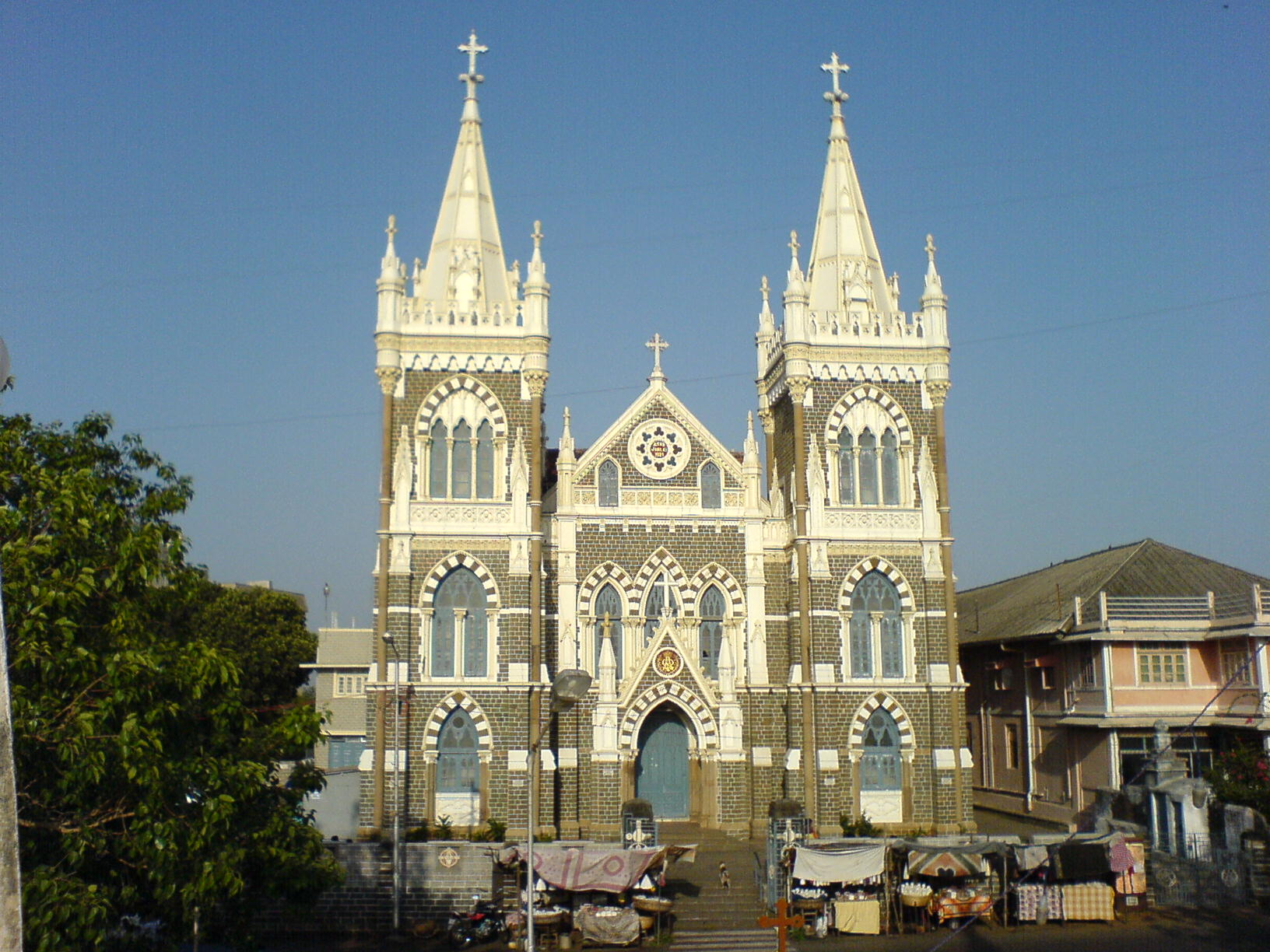
Basilique Notre-Dame-du-Mont.

- Bandstand Promenade
- Carter Road Promenade
- Bandra-Kurla complex
- Bandra Fort

- Bungalows coloniaux

## Économie
- Lieu de résidence de nombreux artistes du cinéma (proximité de Bollywood) et sportifs.
- Google Mumbai est à Bandra Est

## Transports

### Bandra railway station

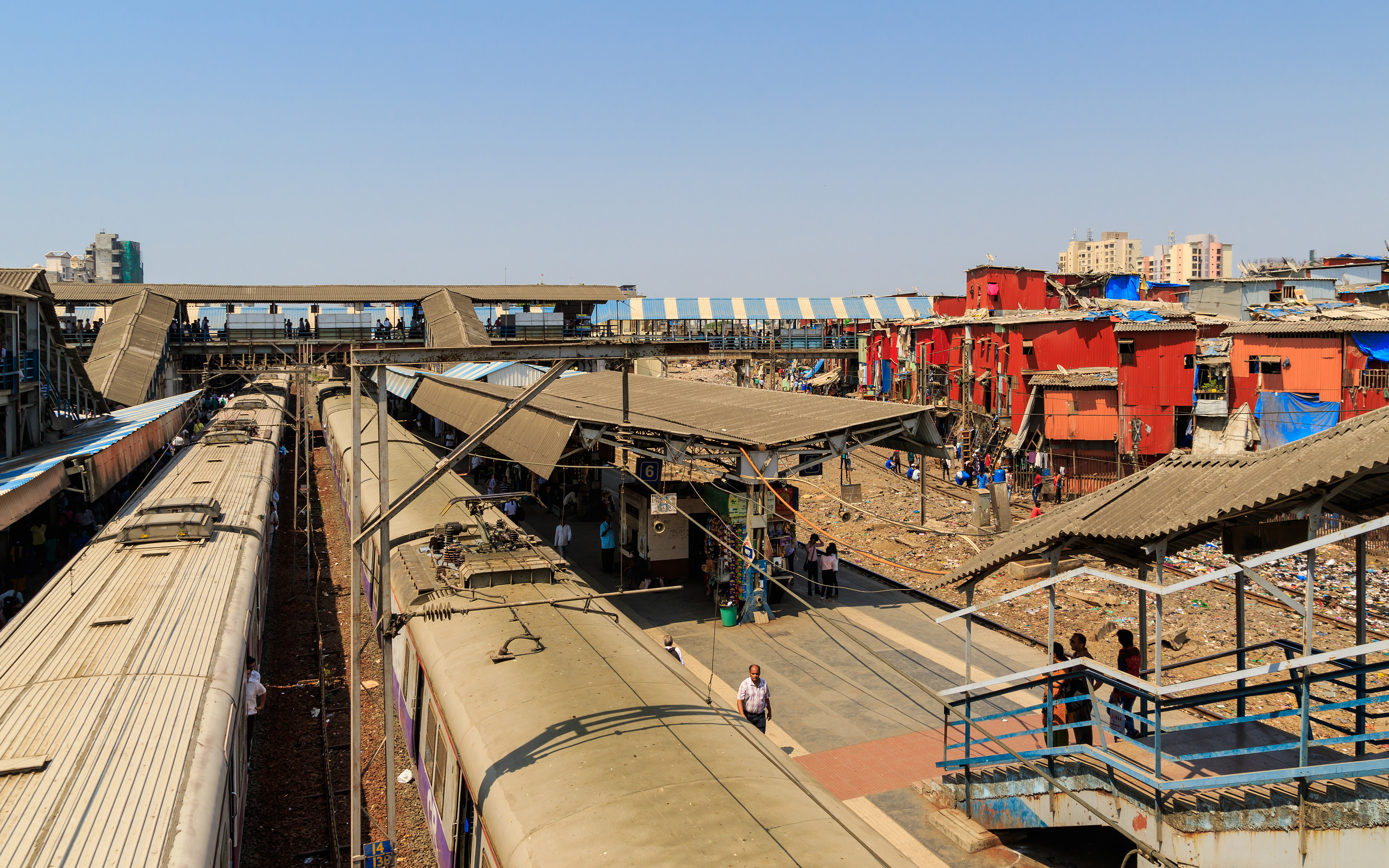
Bandra Railway station.

Bandra railway station (en) est une gare ferroviaire située sur les lignes Western Line (en) et Harbour Line (en) du réseau ferroviaire de banlieue de Bombay. Ces lignes desservent la banlieue de Bandra et la future zone commerciale Bandra Kurla Complex (en) (BKC).

### Bandra Terminus

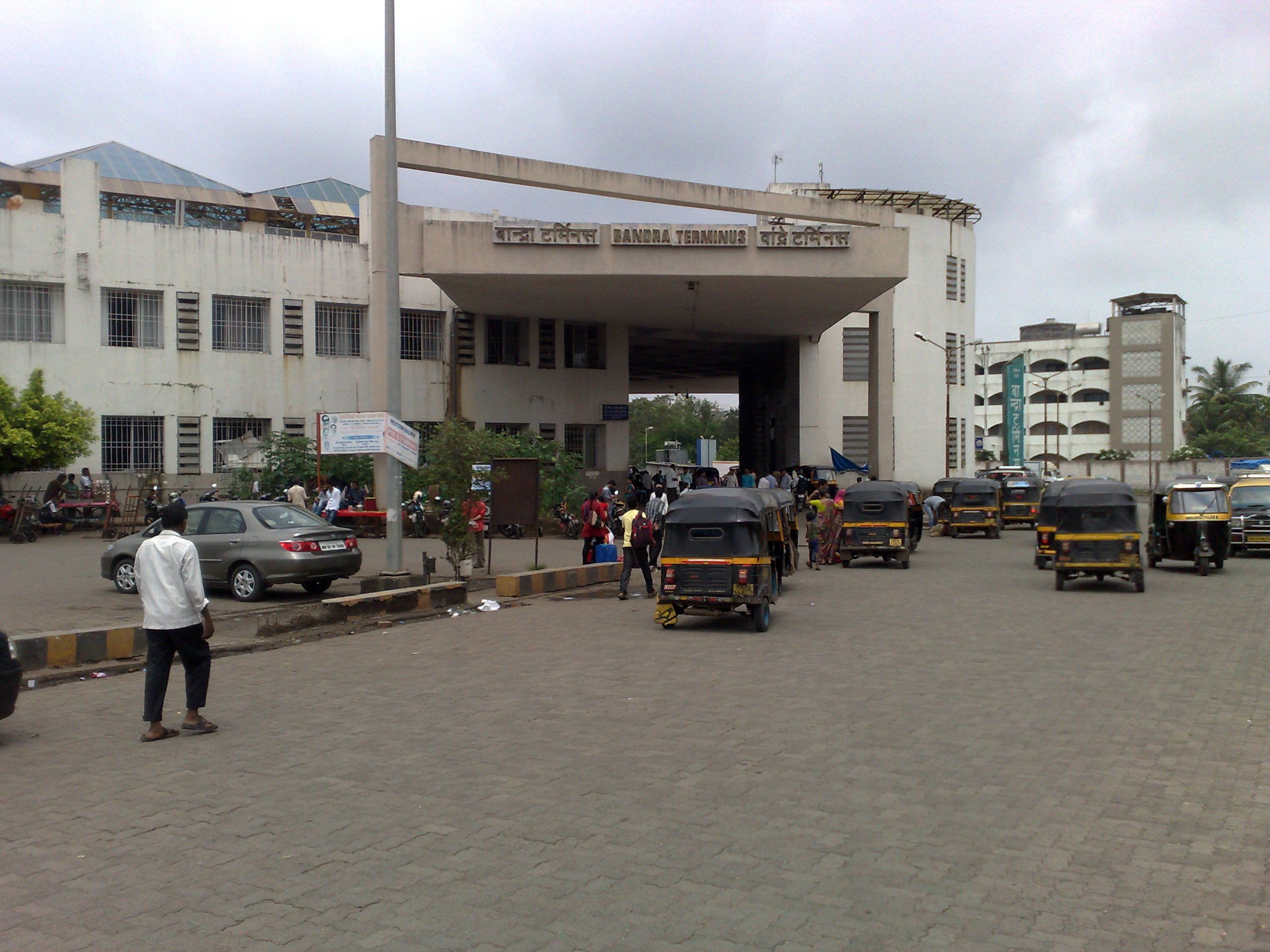
Bâtiment principal de Bandra Terminus.

Bandra Terminus (en) est situé à proximité de la gare de Bandra et est utilisée pour le trafic inter-étatique par la compagnie Western Railway (en).

### Liaisons

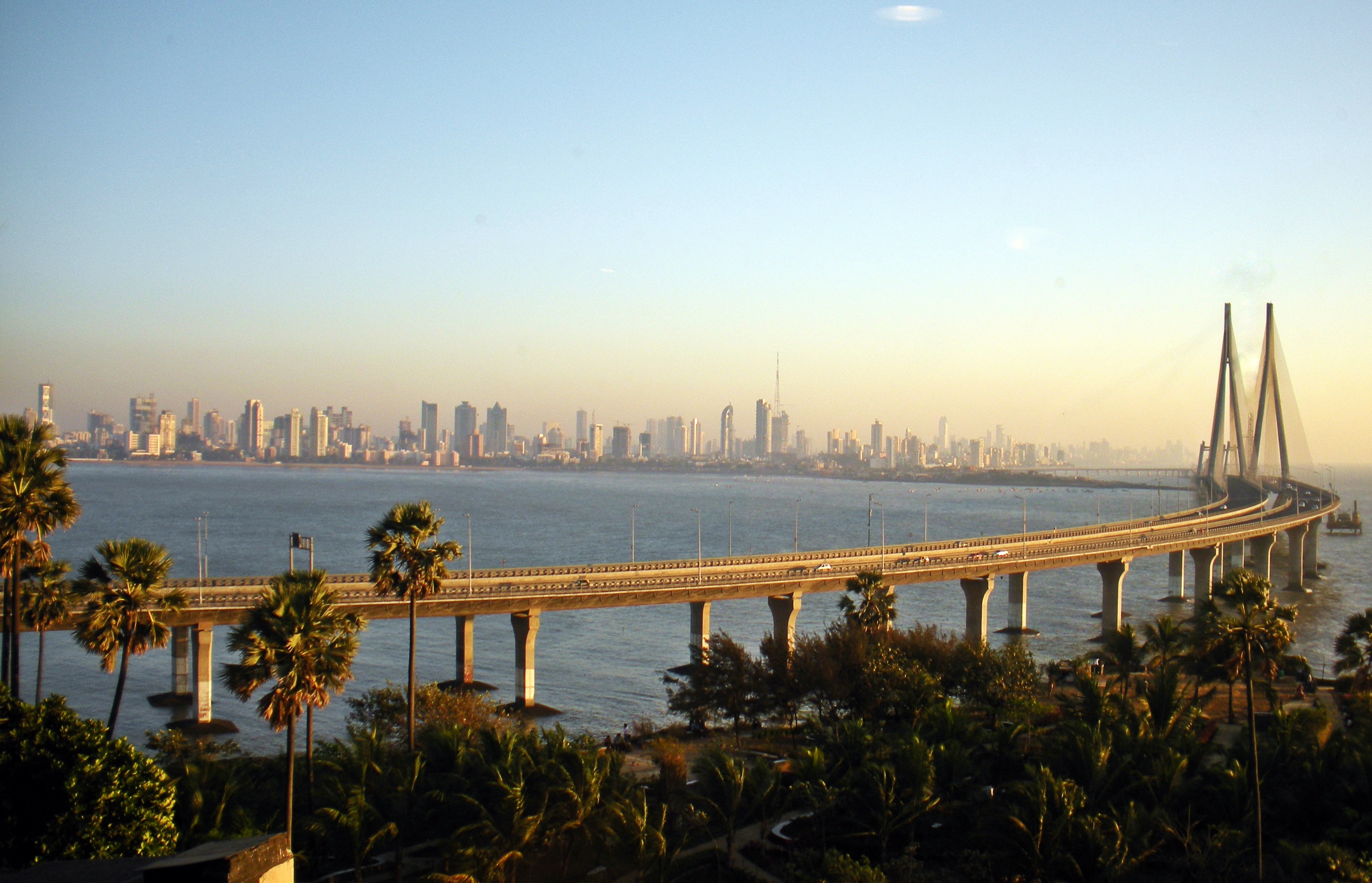
Vue du pont depuis le fort de Bandra.

Un pont inauguré en 2009 et d'une longueur de 5 600 mètres, le pont maritime Bandra-Worli, relie la localité à Worli. 

## Personnalité liée à Bandra
- Sushant Singh Rajput (1986-2020), acteur, y demeurait et y est mort.
- Rufus Pereira (1933-2012), exorciste catholique.